# Rocky Johnson
Rocky Johnson (nacido como Wayde Bowles, Amherst, Nueva Escocia, Canadá, 24 de agosto de 1944-Lutz, Florida, Estados Unidos, 15 de enero de 2020) fue un luchador profesional canadiense, yerno de Peter Maivia. Fue famoso en las décadas de 1970 y de 1980, pero es más conocido por ser el padre del actor y famoso luchador Dwayne "The Rock" Johnson. Durante su carrera se convirtió una vez en  Campeón de Georgia de la NWA y ganó muchos otros campeonatos.

## Carrera
Durante su carrera, "Soulman" Rocky Johnson luchó en la 
National Wrestling Alliance (NWA), World Wrestling Federation (WWF) y en muchas pequeñas promociones. Alcanzó su punto máximo en su carrera en la WWF en 1983, como Campeón por parejas de la WWF junto a Tony Atlas. Johnson y Atlas fueron notables no solo por su popularidad, sino por ser los primeros campeones por parejas negros. Juntos, Rocky Johnson y Tony Atlas fueron conocidos como Soul Patrol.

### National Wrestling Alliance
Johnson fue el Contendiente N.º 1 en la NWA durante los años 70, recibiendo peleas por títulos contra los entonces campeones del Campeonato Mundial de la NWA Terry Funk y Harley Race. También ha peleado por campeonatos en parejas, ganando varios campeonatos por parejas regionales en la NWA.

### World Wrestling Federation
En 1983, fue contratado por la WWF e hizo equipo con Tony Atlas, otro luchador afroamericano bastante popular. Juntos derrotaron a the Wild Samoans (Afa y Sika Anoai), ganando los Campeonatos por Parejas de la WWF el 15 de noviembre de 1983. Johnson se casó con la hija del "Gran jefe" Peter Maivia, Ata, pasando así a ser parte de la prolífica familia del wrestling Samoan. La pareja tuvo un hijo, Dwayne, en 1972. Ata conoció a Rocky antes de que Maivia y Johnson compañeros de equipo en un match en la escena independiente. Maivia desaprobó la relación; nada personal contra Johnson, pero sí por la profesión que este eligió.
Tras retirarse en 1991, Rocky Johnson tuvo problemas con el alcohol. Tras superarlos consiguió un camión. Algunas veces entrenaba a su hijo Dwayne junto a Pat Patterson. Luego, al principio, se resistió a que su hijo entrase en el negocio porque sabía que este era extremadamente complicado. Estuvo de acuerdo en entrenar a su hijo con la condición de que no se lo iba a poner fácil. Johnson fue fundamental para conseguirle a Dwayne un contrato con la WWF. 
Tiempo más tarde, Dwayne logró su propia celebridad más conocido como The Rock.
Johnson fue contratado como entrenador en el entonces territorio en desarrollo de la WWE la Ohio Valley Wrestling en el 2003, pero se fue en mayo de ese mismo año.

## En lucha
- Movimientos finales
  - Boston crab
  - Jumping dropkick
  - Rocky Johnson Shuffle (Tres left-handed jabs seguidos de un right-handed knockout punch)

- Movimientos de firma
  - Backbreaker

## Campeonatos y logros
- American Wrestling Association

- AWA Southern Tag Team Championship (2 veces) – con Jimmy Valiant (1) y Soul Train Jones (1)

- Championship Wrestling from Florida

- NWA Florida Brass Knuckles Championship (1 vez)
- NWA Florida Heavyweight Championship (2 veces)
- NWA Florida Tag Team Championship (1 vez)
- NWA Florida Television Championship (1 vez)

- Georgia Championship Wrestling

- NWA Georgia Heavyweight Championship (1 vez)
- NWA Georgia Tag Team Championship (1 vez) - con Jerry Brisco

- Mid-Atlantic Championship Wrestling

- NWA Mid-Atlantic Heavyweight Championship (1 vez)

- NWA All-Star Wrestling

- NWA Canadian Tag Team Championship (Vancouver version) (1 vez) - con Don Leo Jonathan

- NWA Big Time Wrestling

- NWA Texas Brass Knuckles Championship (1 vez)
- NWA Texas Heavyweight Championship (2 veces)
- NWA Texas Tag Team Championship (1 vez) - con José Lothario

- NWA Detroit

- NWA World Tag Team Championship (Detroit version) (1 vez) - con Ben Justice

- NWA Hollywood Wrestling

- NWA Americas Heavyweight Championship (1 vez)
- NWA Americas Tag Team Championship (1 vez) - con Earl Maynard
- NWA Beat the Champ Television Championship (2 veces)

- NWA Mid-America

- NWA Southern Heavyweight Championship (Memphis version) (1 vez)

- NWA San Francisco

- NWA United States Heavyweight Championship (San Francisco version) (1 vez)
- NWA World Tag Team Championship (San Francisco version) (4 veces) - con Pat Patterson (3) y Pepper Gómez (1)
- NWA "Beat the Champ" Television Championship (2 veces)

- Pacific Northwest Wrestling

- NWA Pacific Northwest Heavyweight Championship (1 vez)
- NWA Pacific Northwest Tag Team Championship (2 veces) - con Brett Sawyer (1) y Iceman Parsons (1)

- World Wrestling Federation

- WWF Tag Team Championship (1 vez) - con Tony Atlas
- WWE Hall of Fame (Clase del 2008)

- Pro Wrestling Illustrated

- PWI situado como el # 211 de los 500 mejores luchadores individuales el 2003.

- Otros títulos

- Pacific Tag Team Championship (1 vez) - con Ricky Johnson

## Vida personal
Vivió en la ciudad de Davie, Florida, con su esposa, Ata. Más tarde se divorciaron y Johnson se volvió a casar, falleció el 15 de enero de 2020.[cita requerida]

## Muerte
Johnson falleció a los 75 años el 15 de enero de 2020, producto de un tromboembolismo pulmonar causado por una trombosis venosa profunda que tenía en una de sus piernas.